# Паралелепипед
Паралелoпипед (грч. παραλληλεπίπεδον – тело које има паралелне стране) или паралелопипед врста је призме. Могу се дати 3 еквивалентне дефиниције паралелoпипеда:
1. паралелoпипед је призма чија је основа паралелограм;
2. паралелoпипед је полиедар са 6 страна (хексаедар) чије су све стране паралелограми;
3. паралелoпипед је хексаедар са три четворке паралелних страна.

Ако су све стране паралелoпипеда правоугаоници, такво се тело назива квадар. Паралелопипед који гради 6 квадрата се назива коцка и један је од 5 правилних полиедара.
Запремина паралелопипеда једнака је апсолутној вредности мешовитог производа вектора који га дефинишу (на слици a, b и c):
{\displaystyle V=\left|\det {\begin{bmatrix}a_{x}&a_{y}&a_{z}\\b_{x}&b_{y}&b_{z}\\c_{x}&c_{y}&c_{z}\\\end{bmatrix}}\right|=\left|a\right|\left|b\right|\left|c\right|\sin \theta \cos \alpha }